# Franciszek Stefan Sapieha
Franciszek Stefan Sapieha herbu Lis (zm. 25 czerwca 1686 w Lublinie) – koniuszy wielki litewski, marszałek sejmu grodzieńskiego 1678-1679, starosta olkienicki w 1664/1665 roku.
Był synem Pawła Jana i bratem Kazimierza Jana, Benedykta Pawła i Leona Bazylego.
W latach 1661–1663 studiował na uniwersytecie w Lowanium, następnie odbył z braćmi Kazimierzem Janem i Benedyktem Pawłem podróż po Europie, z której wrócił w kwietniu 1664. Poseł powiatu lidzkiego na sejmy 1664/1665, 1666 (I) i 1667. Był też posłem na sejm nadzwyczajny abdykacyjny 1668 roku, sejm elekcyjny 1669 roku, sejm 1670 roku oraz na zjazd warszawski i sejm pacyfikacyjny 1673 roku. W 1666 został cześnikiem wielkim litewskim. 
W 1668 był zwolennikiem kandydatury cara Aleksego na tron polski. Podczas elekcji 1669 popierał Filipa Wilhelma. 
Był elektorem Michała Korybuta Wiśniowieckiego z województwa nowogródzkiego w 1669 roku.
W 1670 został mianowany koniuszym litewskim. Był członkiem konfederacji malkontentów w 1672 roku.
W bitwie pod Chocimiem w 1673 dowodził artylerią mimo obecności jej generała. Elektor Jana III Sobieskiego z powiatu lidzkiego w 1674 roku, podpisał jego pacta conventa. Był posłem na sejm koronacyjny 1676, poseł sejmiku brzeskiego na sejm zwyczajny 1677 roku, poseł na sejm 1678/1679 (którego został obrany Marszałkiem) i 1683. Poseł na sejm 1685 roku z nieznanego sejmiku.. 
Brał udział w wyprawie wspomagającej odsiecz wiedeńską na Słowację i Węgry, zdobywając m.in. Zamek Orawski. W 1684 bracia Franciszka Stefana, Kazimierz Jan i Benedykt Paweł, przeszli do opozycji względem Jana III, co spowodowało brak dalszych możliwości rozwoju jego kariery politycznej.
Żonaty z Anna Krystyną Lubomirską córką Jerzego Sebastiana. Był ojcem Jana Kazimierza, Józefa Franciszka i Jerzego Felicjana.